# Artemas Ward junior

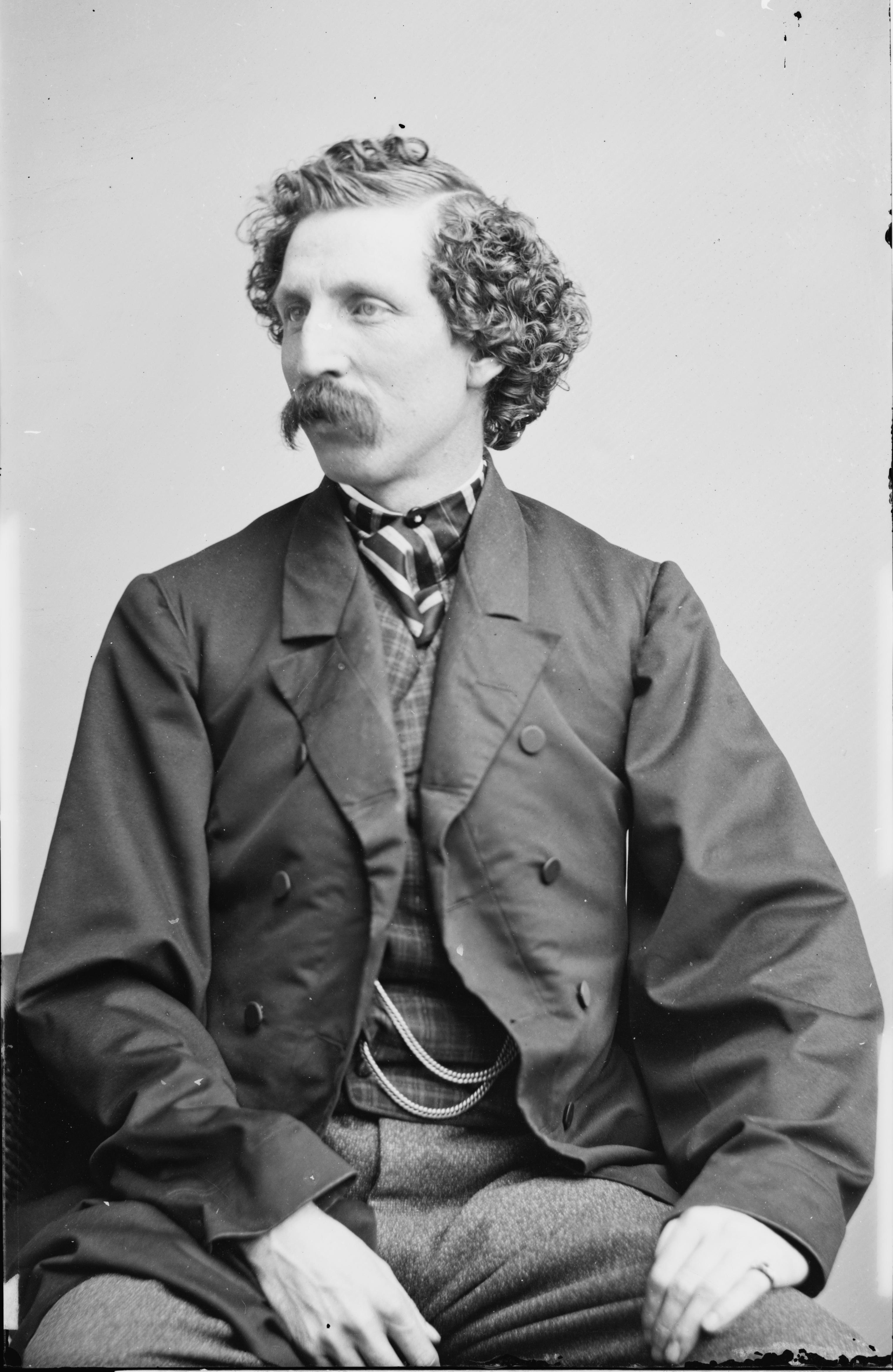
Artemas Ward junior

Artemas Ward Jr. (* 9. Januar 1762 in Shrewsbury, Worcester County, Province of Massachusetts Bay; † 7. Oktober 1847 in Boston, Massachusetts) war ein US-amerikanischer Politiker. Zwischen 1813 und 1817 vertrat er den Bundesstaat Massachusetts im US-Repräsentantenhaus.

## Werdegang
Artemas Ward war der Sohn des gleichnamigen Generalmajors und Kongressabgeordneten Artemas Ward (1727–1800). Außerdem war er der Schwager von Samuel Dexter (1761–1816), der unter anderem den Staat Massachusetts in beiden Kammern des Kongresses vertrat. Er besuchte bis 1783 die Harvard University. Nach einem Jurastudium und seiner 1783 erfolgten Zulassung als Rechtsanwalt begann er in Weston in diesem Beruf zu arbeiten. Gleichzeitig schlug er als Mitglied der Föderalistischen Partei eine politische Laufbahn ein. Zwischen 1796 und 1800 sowie nochmals im Jahr 1811 war er Abgeordneter im Repräsentantenhaus von Massachusetts. Seit 1800 lebte er in Charlestown. Von 1810 bis 1844 gehörte er dem Aufsichtsgremium der Harvard University an. Im Vorfeld des Britisch-Amerikanischen Krieges von 1812 war er einer der Anführer der Opposition gegen diesen Krieg.
Bei den Kongresswahlen des Jahres 1812 wurde Ward im ersten Wahlbezirk von Massachusetts in das US-Repräsentantenhaus in Washington, D.C. gewählt, wo er am 4. März 1813 die Nachfolge von Josiah Quincy antrat. Nach einer Wiederwahl konnte er bis zum 3. März 1817 zwei Legislaturperioden im Kongress absolvieren. Diese waren zunächst noch von den Ereignissen des Krieges von 1812 geprägt. In den Jahren 1818 und 1819 saß Ward im Senat von Massachusetts. 1820 gehörte er einer Versammlung zur Überarbeitung der Staatsverfassung an. Zwischen 1820 und 1839 war er Vorsitzender Richter am Berufungsgericht von Massachusetts. Artemas Ward starb am 7. Oktober 1847 in Boston.